# Weiher (Gewässer)

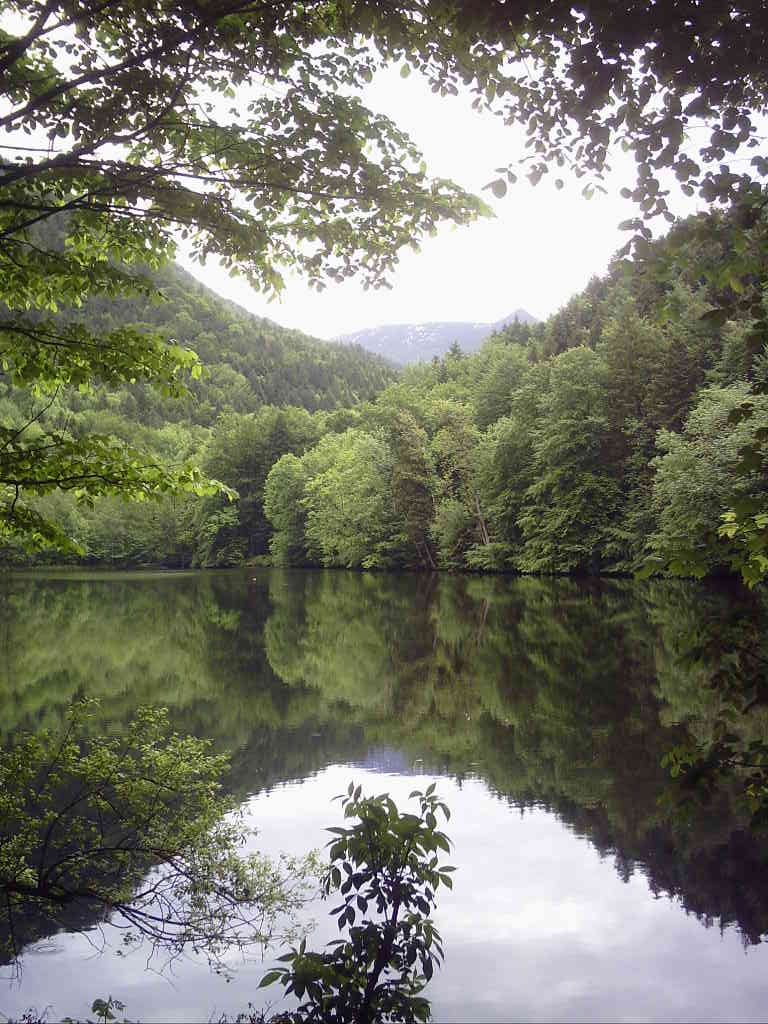
Schlossweiher nahe Lenggries im Isarwinkel (2008)

Ein Weiher (aus lateinisch vivarium „Lebendbehälter für Tiere“) ist ein kleines perennierendes Stillgewässer.

## Definition

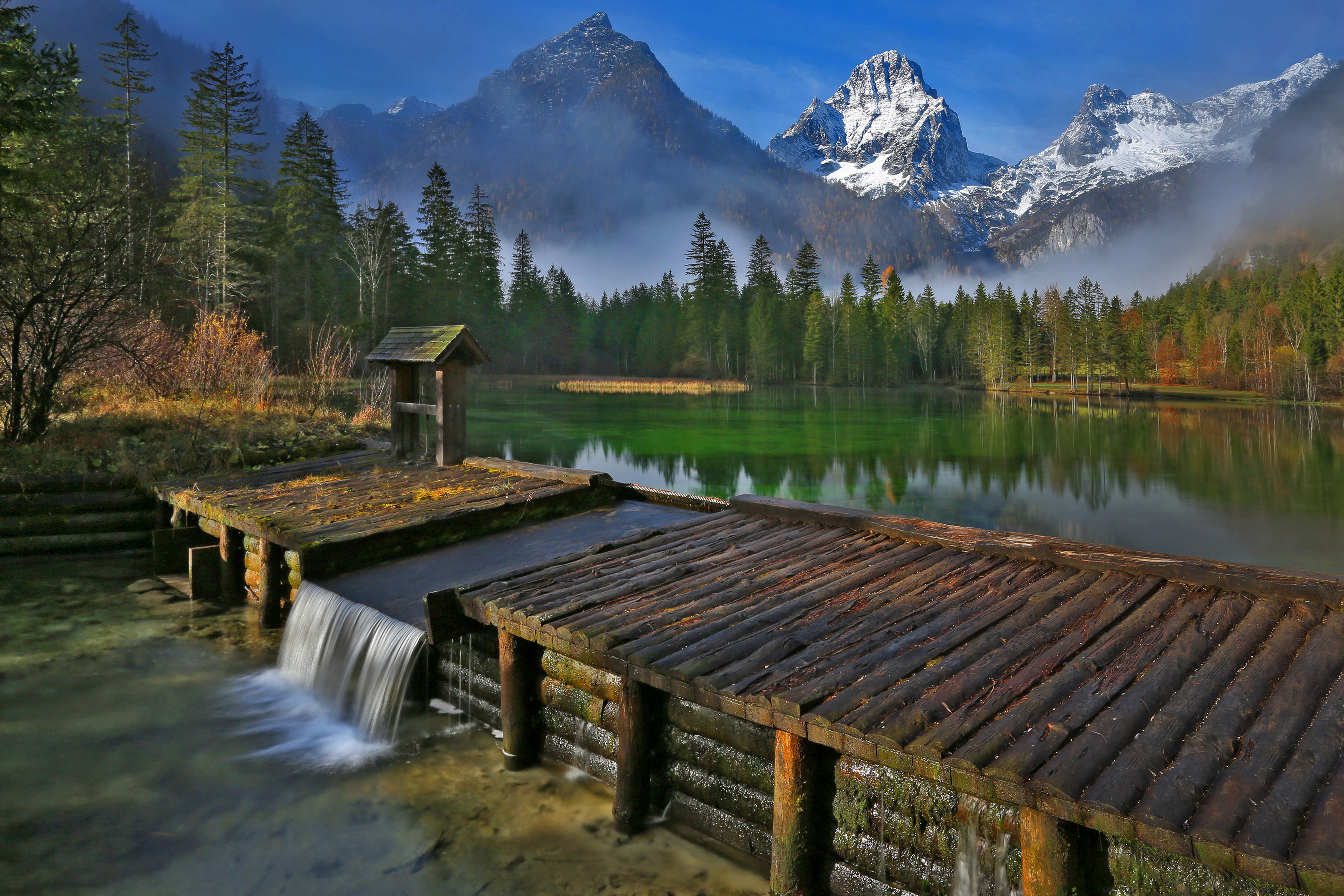
Schiederweiher, Österreich

Die Limnologie definiert den Weiher als langlebiges Flachgewässer ohne eine Tiefenschicht, wie sie für Seen typisch ist. Ein Weiher ist daher potentiell überall durch höhere Wasserpflanzen besiedelbar und zeigt auch keine stabile Schichtung. Nach ÖNORM M 6231 etwa ist ein Weiher als ausdauerndes stehendes Gewässer charakterisiert, bei dem das Licht bis zum Gewässergrund dringt und das Wachstum grüner Pflanzen ermöglicht. Das österreichische Lebensministerium definiert einen Weiher als „Natürlich oder künstlich angelegtes perennierendes (ganzjähriges) Stillgewässer ohne lichtarme Tiefenzone, dessen Wasserstand  nicht  regulierbar ist.“
Eine besondere Form des Weihers sind Heideweiher, natürliche oder naturnahe, schwach saure und nährstoffarme Flachwasserseen innerhalb der Altmoränen-Sandgebiete im nordwestlichen Mitteleuropa.
Solche Flachgewässer sind in aller Regel nicht langlebig, sondern verlanden, wenn sie nicht regelmäßig eingetieft werden. Weiher wurden in der Regel im Mittelalter oder in der Neuzeit künstlich angelegt. Vor allem Stillgewässer bei Adelssitzen und Schlössern (Schlossweiher), aber auch bei stattlichen Bauerngehöften, Mühlen, Klöstern oder Dörfern sind gelegentlich Teil von Gartenanlagen und besitzen dann eine wichtige ästhetische Aufgabe.

## Sprache
Das Wort Weiher ist im westmitteldeutschen und oberdeutschen Raum beheimatet und bezeichnet dort flachgründige Stillgewässer mit einer gewissen Ausdehnung. Das Synonym im ostmitteldeutschen, norddeutschen und standarddeutschen Sprachgebrauch ist Teich.
Das Wort Weiher lässt sich über althochdeutsch wiwari auf das lateinische vivarium (‘Behältnis, Gehege zur Aufbewahrung lebender Tiere’ [nicht Haustiere], ‘Tiergarten, Menagerie, Fischteich, Fischbehälter') zurückführen.

## Begriffsabgrenzung

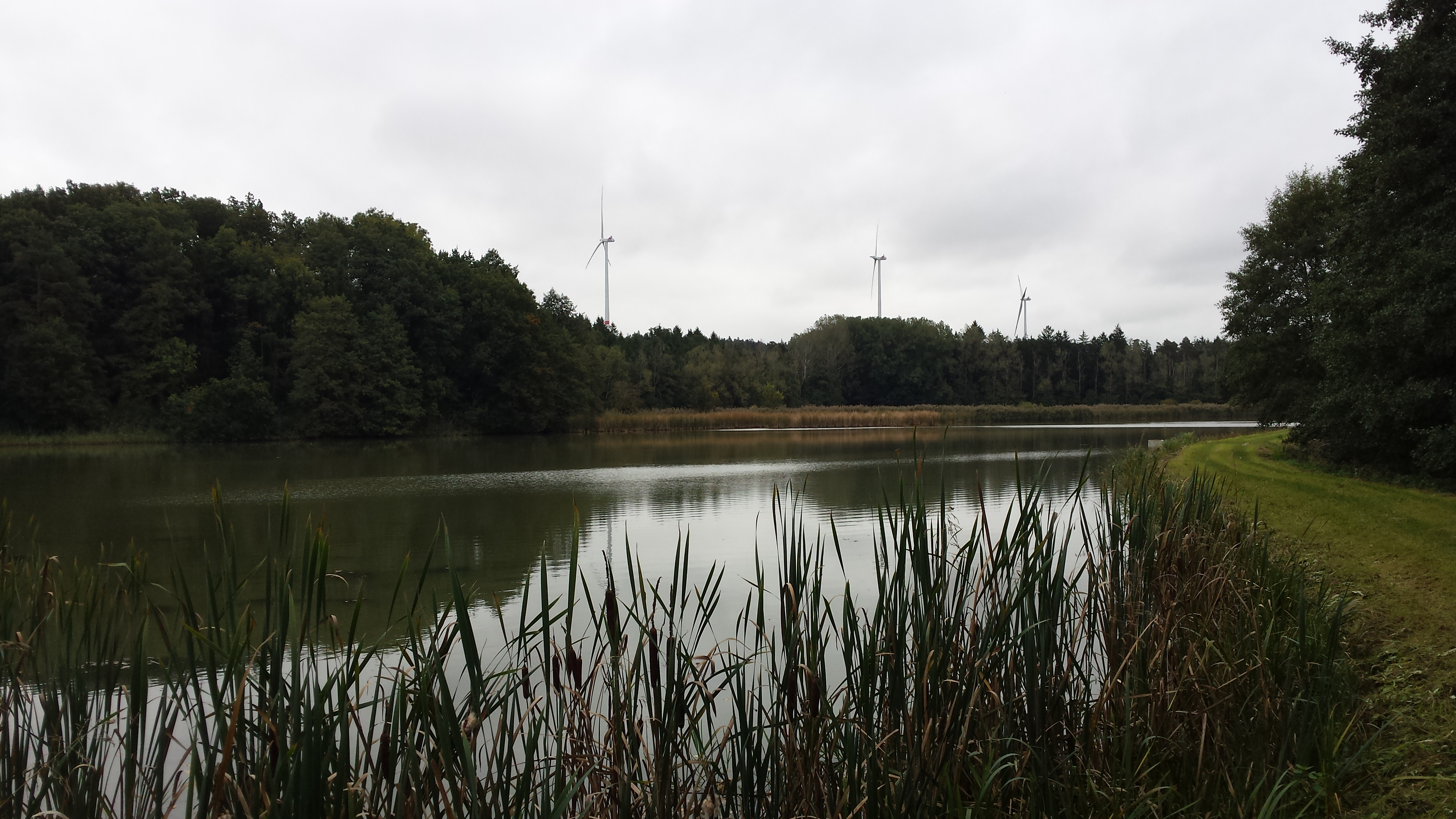
Fischweiher bei Wilburgstetten in Mittelfranken (2016)

### Teich
Flachgewässer, die künstlich angelegt wurden und mindestens einen Zufluss sowie einen regulierbaren Abfluss haben, werden (auch) als Teiche bezeichnet. Teiche (etwa viele Fischteiche) besitzen meist wenig ästhetische Ansprüche, sie sind im Wesentlichen Nutzteiche.
In der Umgangssprache verwischt der Gebrauch des Begriffs Weiher mit dem des Teichs oder auch mit anderen Bezeichnungen.

### Tümpel
Flachgewässer, die im Jahresverlauf nur zeitweise Wasser führen, heißen Tümpel.

### „Meer“
Im norddeutschen Raum werden großflächige Flachgewässer vielfach als Meer (z. B. Steinhuder Meer) bezeichnet. Kleinere Seen werden, vor allem im Norden Deutschlands, oft als Pfuhl (nds. Puhl, Pool) bezeichnet, wie z. B. der Schleipfuhl in Berlin, der Ahlder Pool im Emsland oder der 4 ha große Sülzpfuhl bei Bützow.

### Lake, Laake, See
Kleinflächige Flachgewässer werden im norddeutschen Raum, oft mit gewissen Bedeutungsvarianten, auch als Laken (Laaken) oder Seen bezeichnet. Dagegen sind Laken in der Danziger Niederung flache Gräben, die der Entwässerung oder dem Transport von Waren dienten. Die Entsprechung in polnischer Sprache ist Łacha. Auch im südlichen deutschen Sprachraum werden Flachgewässer dann, wenn sie sehr groß sind, als Seen bezeichnet; bekanntestes Beispiel hierfür ist der nur bis 1,9 m tiefe Neusiedler See, der nach der limnologischen Definition eigentlich ein (sehr ausgedehnter) Weiher und kein „echter“ See ist. Kleinere Gewässer in dessen Umfeld werden regional als „Lacken“ bezeichnet.

### Baggersee
Baggerseen entstehen durch Ausbaggern von Sand und Kies oder anderen Mineralien. Sie bleiben danach der Natur überlassen oder werden wieder verfüllt (beispielsweise mit Bauschutt) oder werden zu Fischweihern, Badeweihern oder Freizeit- und Wassersport-Revieren umgestaltet. Ziegelteiche entstehen durch den Materialaushub von Lehm oder Ton für Ziegeleien. 